# Meister von 1342
Als Meister von 1342 wird ein gotischer Maler bezeichnet. Er war im Mittelalter in der ersten Hälfte des 14. Jahrhunderts in Südfrankreich tätig, wahrscheinlich in der historischen Provinz Roussillon (katalan. Rosselló). Der namentlich nicht bekannte Künstler erhielt seinen Notnamen nach seinem auf 1342 datierbaren Altarbild einer Madonna in einer der Kirchen von Serdinya, einer Gemeinde im Département Pyrénées-Orientales.
Der Meister von 1342 gehört stilistisch zur Hochgotik. Eventuell war er beeinflusst von Techniken der gotischen Buchmalerei, insbesondere könnte er mit der Arbeitsweise der Pariser Buchmaler der Zeit um 1290 oder 1300 um den Maître Honoré vertraut gewesen sein, da er wie diese versucht, seinen Bildern Dreidimensionalität zu geben. Auch lehnen sich Linienführung und Faltenwurf seiner Figuren an die sich in der Plastik seiner Zeit entwickelnde neue Darstellungsweise an.